# Đặng Lê Nguyên Vũ
Đặng Lê Nguyên Vũ (sinh ngày 10 tháng 2 năm 1971) là một doanh nhân Việt Nam. Ông là người sáng lập, chủ tịch kiêm Tổng Giám đốc Tập đoàn Trung Nguyên, Việt Nam. Ông là người được National Geographic Traveller và Forbes Asia vinh danh là "Vua Cà phê Việt Nam".
Trưởng thành từ kinh doanh cà phê, Đặng Lê Nguyên Vũ muốn nâng dần ý nghĩa của việc kinh doanh cà phê từ kinh doanh thuần túy đến đạo cà phê, đưa Việt Nam thành thánh địa cà phê toàn cầu.

## Tiểu sử và sự nghiệp

### Tiểu sử
Đặng Lê Nguyên Vũ sinh ngày 10 tháng 2 năm 1971 tại huyện Ninh Hòa, tỉnh Khánh Hòa (quê quán: Hòa Vang, Đà Nẵng) trong một gia đình nông dân nghèo.
Năm 1979, gia đình ông chuyển đến sinh sống ở huyện miền núi M'drak, tỉnh Đắk Lắk, Việt Nam.
Năm 1992, ông nhập học Khoa Y, Đại học Tây Nguyên. Trong giai đoạn này ông đã bắt đầu các hoạt động tìm tòi và nghiên cứu về lĩnh vực cà phê. Từ đó cho đến nay, các hoạt động của ông đều gắn liền và xoay quanh niềm đam mê cà phê. Năm 2013, Đặng Lê Nguyên Vũ đi M'drăk để thiền định trong thời gian 49 ngày.
Ngày 16 tháng 6 năm 2018, sau gần 5 năm thiền định, Đặng Lê Nguyên Vũ tái xuất để công bố thương hiệu cà phê Trung Nguyên Legend, và bắt đầu tự xưng là "Qua" khi nói chuyện với mọi người.

### Hoạt động trong lĩnh vực cà phê
Năm 1996, Đặng Lê Nguyên Vũ lập hãng Cà phê Trung Nguyên tại Buôn Ma Thuột.
Năm 1998, công ty Trung Nguyên lần đầu tiên mở quán cà phê ở Thành phố Hồ Chí Minh, mở rộng kinh doanh theo mô hình nhượng quyền thương hiệu, từ đó các quán cà phê nhượng quyền thương hiệu Trung Nguyên xuất hiện phổ biến trên toàn quốc. Tính đến tháng 11/2018, chuỗi cửa hàng nhượng quyền Trung Nguyên Legend Cafe có 64 cửa hàng, đứng thứ 3 Việt Nam sau The Coffee House với 133 cửa hàng và Highlands Coffee với 233 cửa hàng. Tên gọi Trung Nguyên được đặt theo tên con trai của ông - Đặng Lê Trung Nguyên. Năm 2003, cùng với việc phát triển thương hiệu cà phê hòa tan G7, Trung Nguyên dần dần khẳng định chỗ đứng trong thị trường cà phê Việt Nam mặc dù chỉ chiếm một thị phần khiêm tốn.
Năm 2005, Trung Nguyên khánh thành nhà máy chế biến cà phê lớn nhất Việt Nam tại Bình Dương. Ngày 26 tháng 12 năm 2013, do vợ là bà Lê Hoàng Diệp Thảo, Tổng giám đốc Công ty Cổ phần cà phê hòa tan Trung Nguyên đứng tên. Sau 6 tháng tranh chấp vợ chồng, ngày 21/4/2016 ông đã sang lại tên mình
Năm 2006, Đặng Lê Nguyên Vũ thành lập hệ thống cửa hàng G7 Mart, một mô hình siêu thị kiểu mới, với mức đầu tư 475 tỷ VNĐ cho mục tiêu 10.000 điểm bán lẻ. Tuy nhiên, hướng đi này đã gặp thất bại chỉ sau 5 năm. Năm 2011, G7 Mart chuyển hướng sang cộng tác nhượng quyền với Ministop của Nhật Bản nhưng cũng thất bại sau 4 năm.

### Chiến lược kinh doanh
Quan điểm của ông là "chỉ có tranh đua với những người đi đầu thì ta mới có cơ hội đi đầu", với mục tiêu đưa công ty Trung Nguyên sẽ là là nhà sản xuất cà phê hàng đầu thế giới.
Đặng Lê Nguyên Vũ phát triển sách lược Tôn Tử áp dụng vào phát triển công ty, đẩy Trung Nguyên đi từ thương hiệu cà phê số 1 của Việt Nam, đến cà phê đạo của người Việt, đến tự phong vua cà phê, rồi đến doanh nhân văn hóa Việt Nam, và sau đó thì mở ra cả thế giới với thánh địa cà phê toàn cầu.

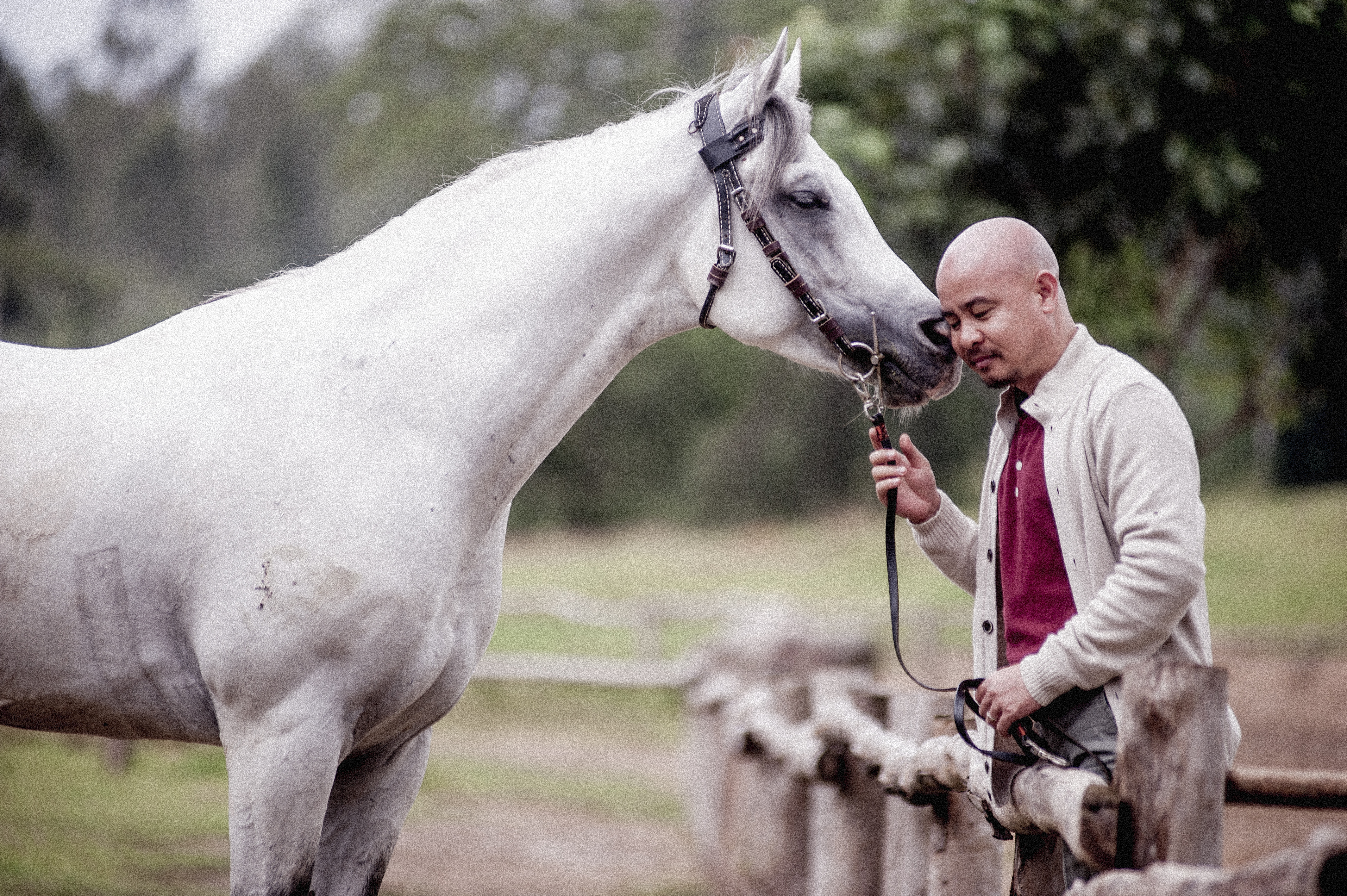
Đặng Lê Nguyên Vũ và ngựa Akhal-Teke

### Hoạt động xã hội
- Ông Đặng Lê Nguyên Vũ từng tham gia gặp gỡ tiếp đón các nhà lãnh đạo kinh tế - chính trị - tôn giáo, các nhà khoa học từng đoạt các giải thưởng lớn, và các nhân vật có tầm ảnh hưởng lớn trên toàn thế giới.[13]
- Ông tham gia hàng ngàn cuộc nói chuyện và gặp gỡ thanh niên, sinh viên Việt Nam và quốc tế[14] để trao đổi với các bạn trẻ về tinh thần sáng tạo, khát vọng làm giàu...
- Ông cho ra đời sự kiện "Ngày hội sáng tạo vì khát vọng Việt"[15], chương trình "Hành trình khát vọng Việt"[16] nhằm góp phần xây dựng cho đất nước một thế hệ thanh niên mới mang trong mình nhiều hoài bão lớn, quyết tâm lớn, để mở ra một kỷ nguyên hùng mạnh cho đất nước.
- Ông Vũ cùng các đồng sự đã và đang đi tiên phong thực hiện những dự án quan trọng nhằm hiện thực hóa lý thuyết mà ông theo đuổi, các dự án trọng yếu bao gồm:

1. Dự án hình thành quỹ cà phê toàn cầu: cơ chế Think-Tank để thảo luận và truyền bá tinh thần cà phê toàn cầu, đồng thời huy động các nguồn lực để đầu tư cho các dự án mang tính tiên phong và hình mẫu cho tinh thần đó.
2. Dự án Thánh địa cà phê toàn cầu: là một siêu dự án phức hợp (Complex Mega Project) tạo ra một địa bàn thể hiện tinh thần cà phê toàn cầu tại tỉnh Đăk Lắk[17], Việt Nam.
3. Dự án cà phê tiên phong tại Hoa Kỳ nhằm truyền bá giá trị "Sáng tạo có trách nhiệm", với mong muốn đóng góp vào quá trình dịch chuyển chiến lược quốc gia của Hoa Kỳ phục vụ cho hòa bình, ổn định, và phát triển của thế giới.

- "Hành trình từ Trái Tim – Hành trình Lập Chí Vĩ Đại – Khởi Nghiệp Kiến Quốc cho 30 triệu Thanh Niên Việt" được khởi động ngày 30 tháng 6 năm 2018, trong đó có hoạt động tặng sách với kinh phí dự kiến 200 triệu cuốn sách với nguồn lực chi phí gần 5 tỷ USD với 100 đầu sách thuộc 12 lĩnh vực; trang bị tủ sách, tủ phim đến các địa phương. Những đầu sách quan trọng được Trung Nguyên Legend trao tặng gồm: 
  - Quốc gia khởi nghiệp của Saul Singer và Dan Senor;
  - Đắc nhân tâm của Dale Carnegie;
  - Nghĩ giàu, làm giàu của Napoleon Hill;
  - Không bao giờ là thất bại. Tất cả là thử thách của Chung Ju Yung; và
  - Khuyến học của Fukuzawa Yukichi.

Trước đó, Trung Nguyên Legend cũng đã trao tặng rộng rãi các đầu sách này từ năm 2013.

### Bộ sưu tập xe hơi

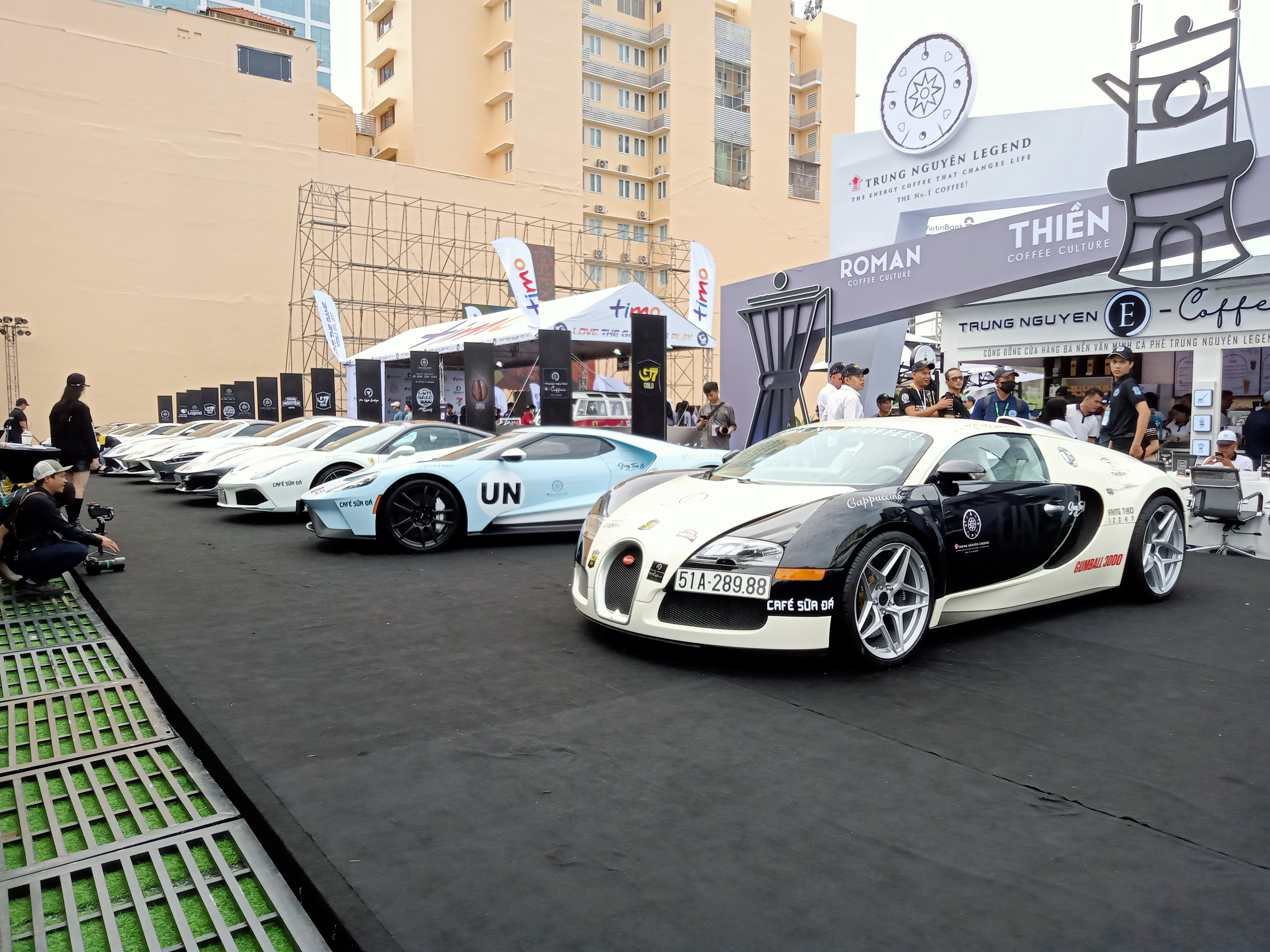
Một số mẫu xe của Đặng Lê Nguyên được trưng bày tại sự kiện Gumball 3000

Ngoài thành công trong việc kinh doanh tại Trung Nguyên, ông Vũ còn được biết đến với vai trò là nhà sưu tầm siêu xe khét tiếng nhất Việt Nam và ông cũng được coi là người sở hữu nhiều xe Ferrari nhất Việt Nam. Bộ sưu tập xe của ông được cho là có giá trị ước tính lên tới hơn 1000 tỷ Đồng. Trong số các siêu xe có mặt trong BST của ông Vũ, có thể kể tới những cái tên đình đám như Bugatti Veyron, McLaren Senna, Ford GT, Porsche 918 Spyder, Toyota Supra (cả thế hệ A80 và GR Supra mới), Acura NSX, Mercedes-Benz SLS AMG GT Final Edition cùng nhiều cái tên khác.

### Vụ ly hôn - Tranh chấp tài sản
Trong tháng 5/2016, bà Lê Hoàng Diệp Thảo vợ ông Vũ đã gửi đơn kiến nghị đến UBND tỉnh, Văn phòng Tỉnh ủy tỉnh Bình Dương, đề nghị thu hồi Giấy chứng nhận đăng ký doanh nghiệp của Công ty CP cà phê hòa tan Trung Nguyên ngày 21/4/2016. Giấy chứng nhận kinh doanh này đã thay đổi người đại diện theo pháp luật từ bà Lê Hoàng Diệp Thảo sang ông Đặng Lê Nguyên Vũ. Kết quả giải quyết của Tòa án nhân dân tối cao tại TP HCM, yêu cầu của bà Thảo đã được chấp thuận..
Ngược lại ông Vũ cũng đi kiện bà Thảo vì bị chiếm đoạt con dấu và giấy chứng nhận đăng ký doanh nghiệp của Công ty cổ phần Đầu tư Trung Nguyên (TNH) cùng các công ty con thuộc Tập đoàn Trung Nguyên. Ông Vũ yêu cầu bà Thảo chấm dứt hành vi đóng dấu lên chữ ký của người không có thẩm quyền của TNH; chấm dứt hành vi nhân danh TNH để thực hiện các công việc không thuộc thẩm quyền. Ngày 21/3/2018, Tòa Kinh tế TAND TP.HCM trong phiên xét xử sơ thẩm đã chấp thuận yêu cầu của ông Vũ..
Trung Nguyên IC, một thành viên của Tập đoàn Trung Nguyên ngày 15.5.2018 đã khởi kiện bà Lê Hoàng Diệp Thảo tại Tòa án nhân dân tỉnh Bắc Giang, buộc bà Thảo chấm dứt hành vi sử dụng trái phép chi nhánh Trung Nguyên IC tại Bắc Giang để sản xuất sản phẩm King's Coffee và đòi bà Thảo bồi thường 1.709 tỷ đồng. Bà Thảo cho rằng, ông Đặng Lê Nguyên Vũ không phải là người đại diện hợp pháp tại Trung Nguyên IC để kiện bà.
Chiều ngày 27 tháng 3 năm 2019, sau hơn một tháng xét xử và nghị án, TAND TP HCM đã ra phán quyết sơ thẩm về vụ án ly hôn giữa bà Lê Hoàng Diệp Thảo và ông Đặng Lê Nguyên Vũ. HĐXX tuyên chấp thuận cho vợ chồng họ ly hôn, giao các con cho bà Thảo chăm sóc, nuôi dưỡng. Ông Vũ có nghĩa vụ cấp dưỡng cho các con 10 tỷ đồng mỗi năm tính từ năm 2013 cho đến sau khi học xong đại học. Về tranh chấp tài sản, tòa xác định, tổng cộng ông Vũ và bà Thảo sở hữu cổ phần trị giá hơn 5.700 tỷ đồng trong các công ty thuộc Tập đoàn Trung Nguyên. Tòa án chia cho ông Vũ hưởng 60%, bà Thảo 40%. Tuy nhiên, toà chấp nhận đề nghị của ông Vũ, cho rằng việc chia cổ phần cho cả hai sẽ gây khó khăn cho hoạt động của doanh nghiệp, nên để ông Vũ sở hữu các cổ phần của bà Thảo. HĐXX cho rằng "cần thiết giao cho ông Vũ quyền điều hành Trung Nguyên, có như vậy mới đảm bảo quyền lợi của đương sự". Sau đó, Bà Thảo kháng cáo bản án sơ thẩm để xin đoàn tụ, ông Vũ kháng cáo bản án sơ thẩm để yêu cầu chia lại tài sản chung theo tỷ lệ 70/30 thay vì 60/40, còn Viện Kiểm sát kháng nghị hủy án sơ thẩm.
Tháng 12 năm 2019, Tòa án cấp cao tại Thành phố Hồ Chí Minh đã xử phúc thẩm vụ án ly hôn giữa ông Đặng Lê Nguyên Vũ và bà Lê Hoàng Diệp Thảo, và giữ nguyên hầu hết các quyết định của bản án sơ thẩm, chỉ sửa nội dung liên quan trách nhiệm ông Vũ cấp dưỡng cho 4 người con. Sau đó,  bà Thảo làm đơn yêu cầu cấp giám đốc thẩm hủy toàn bộ bản án phúc thẩm, còn Viện kiểm sát nhân dân tối cao kháng nghị hủy cả bản án sơ thẩm và bản án phúc thẩm.
Thàng 5 năm 2021, Hội đồng Thẩm phán Tòa án nhân dân tối cao ra quyết định giám đốc thẩm về vụ án ly hôn giữa ông Đặng Lê Nguyên Vũ và bà Lê Hoàng Diệp Thảo. Theo đó, trước phiên giám đốc thẩm ông Vũ đã rút một phần yêu cầu phân chia tài sản chung, nên số tài sản phân chia cho mỗi người được tính lại. Ngoài ra, cấp giám đốc thẩm chấp nhận một phần kháng nghị giám đốc thẩm của Viện Kiểm sát để sửa một phần bản án phúc thẩm liên quan đến nội dung "thuận tình ly hôn", vì thực tế giải quyết vụ án thì bà Thảo lúc đầu yêu cầu ly hôn, sau đó lại rút yêu cầu ly hôn để xin đoàn tụ, nhưng ông Vũ không đồng ý đoàn tụ và yêu cầu tòa án xử ly hôn.
Tháng 4 năm 2022, Hội đồng Thẩm phán Tòa án nhân dân tối cao ra quyết định cuối cùng về vụ ly hôn giữa ông Đặng Lê Nguyên Vũ và bà Lê Hoàng Diệp Thảo, trong đó có nội dung giữ nguyên quyết định giám đốc thẩm trước đó về việc xử ly hôn, và bác kiến nghị của Viện trưởng Viện kiểm sát nhân dân tối cao về việc hủy quyết định giám đốc thẩm này.

## Phát ngôn
- "Starbucks là nước có mùi cà phê pha đường"[29]
- "Starbucks chỉ là người khổng lồ không có bản sắc"[30][31]
- "Ai uống Starbucks là sính ngoại, là không yêu nước"[32]
- "Tôi muốn làm lãnh đạo cà phê thế giới"[33]
- "Thế giới làm được, Việt Nam sẽ làm được"[33]
- "Tiền nhiều để làm gì? Tiền nhiều để làm gì mà để ngày hôm nay ngồi như thế này?"[34]

## Đánh giá
- Ngày 27 tháng 4 năm 2011, cái tên "Cà phê Trung Nguyên" xuất hiện trên tờ báo danh tiếng Financial Times (Thời báo Tài chính) như một trường hợp nghiên cứu điển hình về mô hình doanh nghiệp thành công và được bình chọn là một trong những doanh nghiệp thành công nhất. Bài báo có đoạn viết: "Việc xây dựng thương hiệu Trung Nguyên đã được lên kế hoạch kỹ càng. Nhằm chống lại sự cạnh tranh từ những công ty đa quốc gia lớn, dù là về quán cà phê hay về thương hiệu như Nescafé, ông Vũ đã định vị [Trung Nguyên] như một phần truyền thống của Việt Nam. [...] Ông Vũ khơi dậy khát vọng của người dân Việt Nam. Một tầng lớp trung lưu đang nổi lên đã chấp nhận thương hiệu này và các quán cà phê trở thành những trung tâm xã hội quan trọng."[35]
- Tháng 8 năm 2012, một tờ báo Mỹ uy tín khác, Forbes, lại khắc họa chân dung về ông như một "Vua Cà phê Việt Nam"[36], trong đó ca ngợi ông là một nhân vật đã đi lên từ hai bàn tay trắng (tiếng Anh: zero to hero). Sau đó, báo chí và công chúng trong và ngoài nước bắt đầu gọi ông là "Vua Cà phê" một cách chính thức.[1][37]
- Tháng 10/2012, ông được bạn đọc báo điện tử VnExpress bình chọn là "Người tiên phong" trong năm.[38] Tờ báo này giới thiệu: "Doanh nhân Đặng Lê Nguyên Vũ được mệnh danh là "Vua Cà phê Việt Nam", đi tiên phong trong việc phát triển mô hình kinh doanh nhượng quyền thương hiệu tại Việt Nam".[39]
- Tháng 3/2013, Đặng Lê Nguyên Vũ là một trong 5 doanh nhân tiêu biểu được vinh danh "Xứng danh con cháu Lạc Hồng" trong Chương trình "Linh thiêng nguồn cội 2014" do Ủy ban Văn hóa Giáo dục Thanh niên Thiếu niên và Nhi đồng của Quốc hội, Câu lạc bộ các nhà Công thương Việt Nam và Hội Khoa học Lịch sử Việt Nam đã phối hợp tổ chức.[40]